# Lady Be Good (aereo)
Il Lady Be Good è stato un bombardiere B-24D Liberator statunitense, numero di serie 41-24301, in servizio nell'Aeronautica militare statunitense durante la seconda guerra mondiale. Di stanza a Soluch Field presso Soluch, in Libia, (oggi Aeroporto Internazionale di Bengasi-Benina), faceva parte del 514º Squadrone Bombardieri, 376º Gruppo Bombardieri.
Fu dato per disperso il 4 aprile 1943 dopo un bombardamento su Napoli. All'epoca, si pensò che l'aereo fosse caduto nel Mar Mediterraneo e i nove uomini di equipaggio vennero considerati Missing in action, dispersi in combattimento.
Il 9 novembre 1958, l'aereo venne ritrovato da una spedizione petrolifera britannica. La spedizione contattò subito la Wheelus Air Base dell'USAF di Tripoli, che ritrovò l'aereo quasi intatto a 440 miglia nell'entroterra libico. Le ricerche successive portarono a rinvenire i corpi di tutti i membri dell'equipaggio, tranne uno.

## La missione
L'equipaggio del Lady Be Good era alla prima missione di combattimento, essendo arrivato in Libia solo il 18 marzo. L'aereo era nuovo di fabbrica ed era stato distaccato presso il 376º Gruppo il 25 marzo. Riportava il numero d'identificazione "64" sulla parte anteriore, e fu scelto per unirsi alla missione di bombardamento su Napoli nel tardo pomeriggio del 4 aprile.
I membri dell'equipaggio del Lady Be Good erano:
- Tenente William J. Hatton - pilota - Whitestone, Stato di New York
- Sottotenente Robert F. Toner - copilota - North Attleborough, Massachusetts
- Sottotenente D.P. Hays - navigatore - Lee's Summit, Missouri (il nome era composto solo dalle due lettere, per cui veniva riportato anche come "Dp")
- Sottotenente John S. Woravka - bombardiere - Cleveland, Ohio
- Sergente tecnico Harold J. Ripslinger - motorista - Saginaw, Michigan
- Sergente tecnico Robert E. LaMotte - operatore radio - Lake Linden, Michigan
- Sergente Guy E. Shelley - armiere - New Cumberland, Pennsylvania
- Sergente Vernon L. Moore - armiere - New Boston, Ohio
- Sergente Samuel R. Adams - armiere - Eureka, Illinois

L'equipaggio partì dal campo di volo poco dopo le tre pomeridiane, uno degli ultimi a partire. Forti venti e visibilità ridotta gli impedirono di riunirsi con il resto della formazione di bombardieri, per cui l'equipaggio proseguì con la missione in solitaria. L'obiettivo era effettuare il secondo passaggio di un bombardamento in due parti su Napoli, insieme ad altri 13 B-24.
Nove B-24 ritornarono alla base prematuramente, impossibilitati a proseguire dalla tempesta di sabbia che stava abbattendosi sull'area, mentre quattro aerei proseguirono arrivando a Napoli alle 19:50, a quota 25.000 piedi. Ancora afflitti da visibilità scarsa, dovettero rinunciare al bombardamento, ripiegando sul bersaglio secondario. Anche qui, solo due bombardieri poterono sganciare il carico, mentre gli altri rilasciarono le bombe nel Mediterraneo, così da alleggerirsi e ridurre il consumo per un più sicuro ritorno alla base. Il Lady Be Good raggiunse il bersaglio in ritardo e intraprese il viaggio di ritorno da solo.
A mezzanotte e 12 minuti, il pilota Lt. Hatton chiamò la base, affermando di avere problemi al radiogoniometro e chiedendo la posizione della base. Non è chiaro se il Lady Be Good fosse in grado di ricevere la risposta.
L'aereo superò inavvertitamente la base, senza vedere i razzi di segnalazione (flare) lanciati per guidare il mezzo in difficoltà, e continuò a volare verso l'entroterra africano per due ore. Alle 2 di mattina, l'equipaggio si lanciò col paracadute, mentre il Lady Be Good continuava nel suo volo per altre 16 miglia senza pilota, per poi schiantarsi nel Calanshio, uno dei grandi depositi sabbiosi del deserto libico.
Una missione di ricerca venne lanciata dall'aeroporto per trovare il bombardiere mancante, ma non venne trovata nessuna traccia del velivolo o dell'equipaggio

## La scoperta del relitto

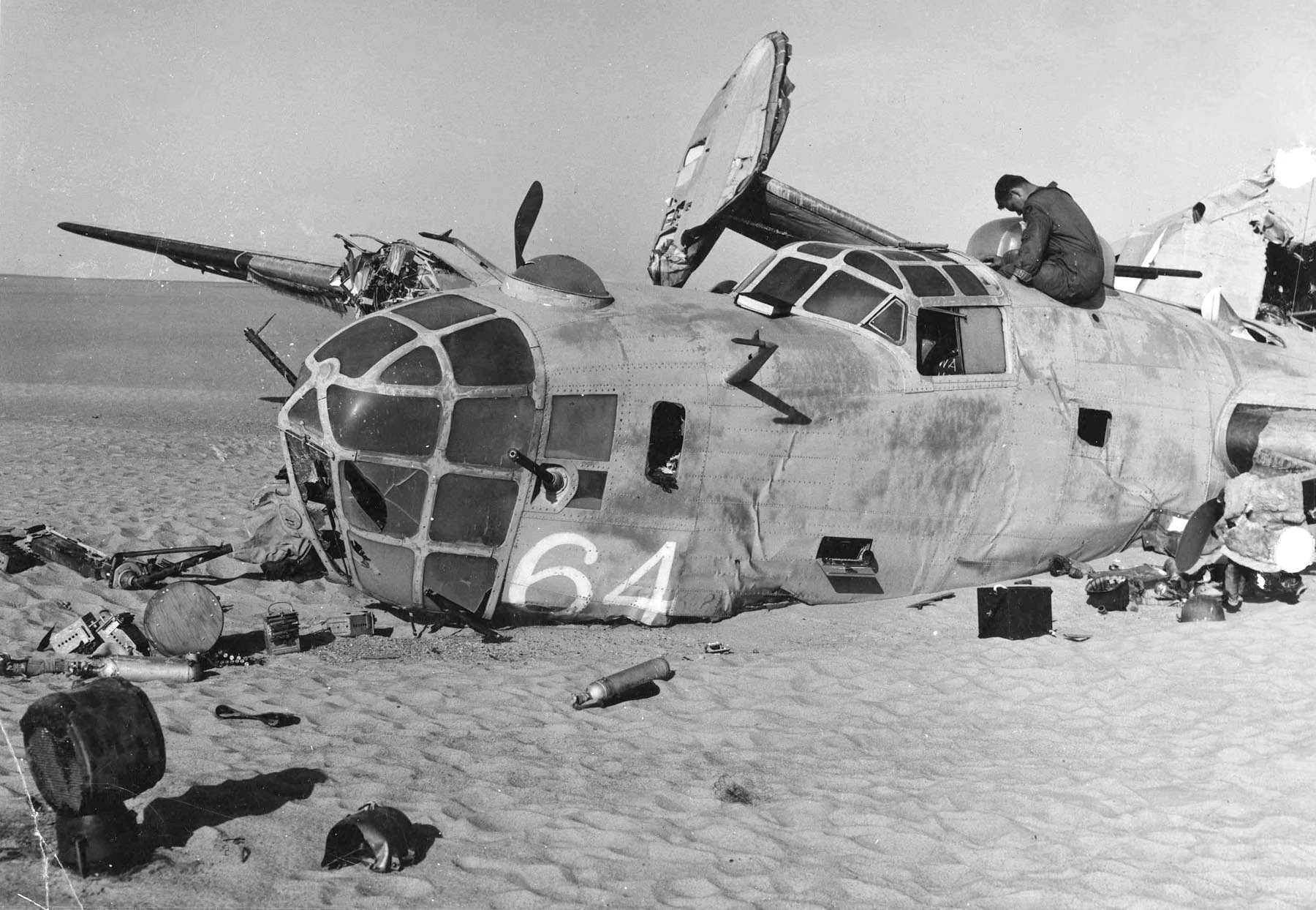
I resti del Lady Be Good.

Il 9 novembre 1958 un gruppo di prospettori petroliferi inglesi vide il relitto e contattò le autorità della Wheelus Air Base, segnalando le coordinate del mezzo. Gli inglesi non visitarono il relitto.
Il 27 febbraio 1959 il prospettore inglese Paul Johnson avvistò il relitto alle coordinate 26°42′45.7″N 24°01′27″E, 440 miglia a sud est di Soluch. Il relitto venne nuovamente osservato il 16 maggio e il 15 giugno con dei passaggi aerei.
Un gruppo di recupero partì dalla Wheelus Air Base il 26 maggio 1959 L'aereo si presentava spezzato in due parti, ma perfettamente conservato: le mitragliatrici risultavano ancora funzionanti, la radio era in condizioni operative e nella cabina vi erano ancora razioni di cibo e acqua, del tè contenuto in un thermos era ancora bevibile, ma non venne trovato nessun cadavere e nessun paracadute.
I danni ai motori indicavano che al momento dell'impatto uno dei motori ancora funzionava, e che l'aereo aveva perso quota lentamente fino a strisciare con la parte inferiore sulla sabbia.
Risultava evidente che l'equipaggio si era lanciato col paracadute prima dell'impatto: i diari del navigatore Lt. Hays, alla sua prima missione, terminavano con la registrazione di Napoli.

## La scoperta dei corpi

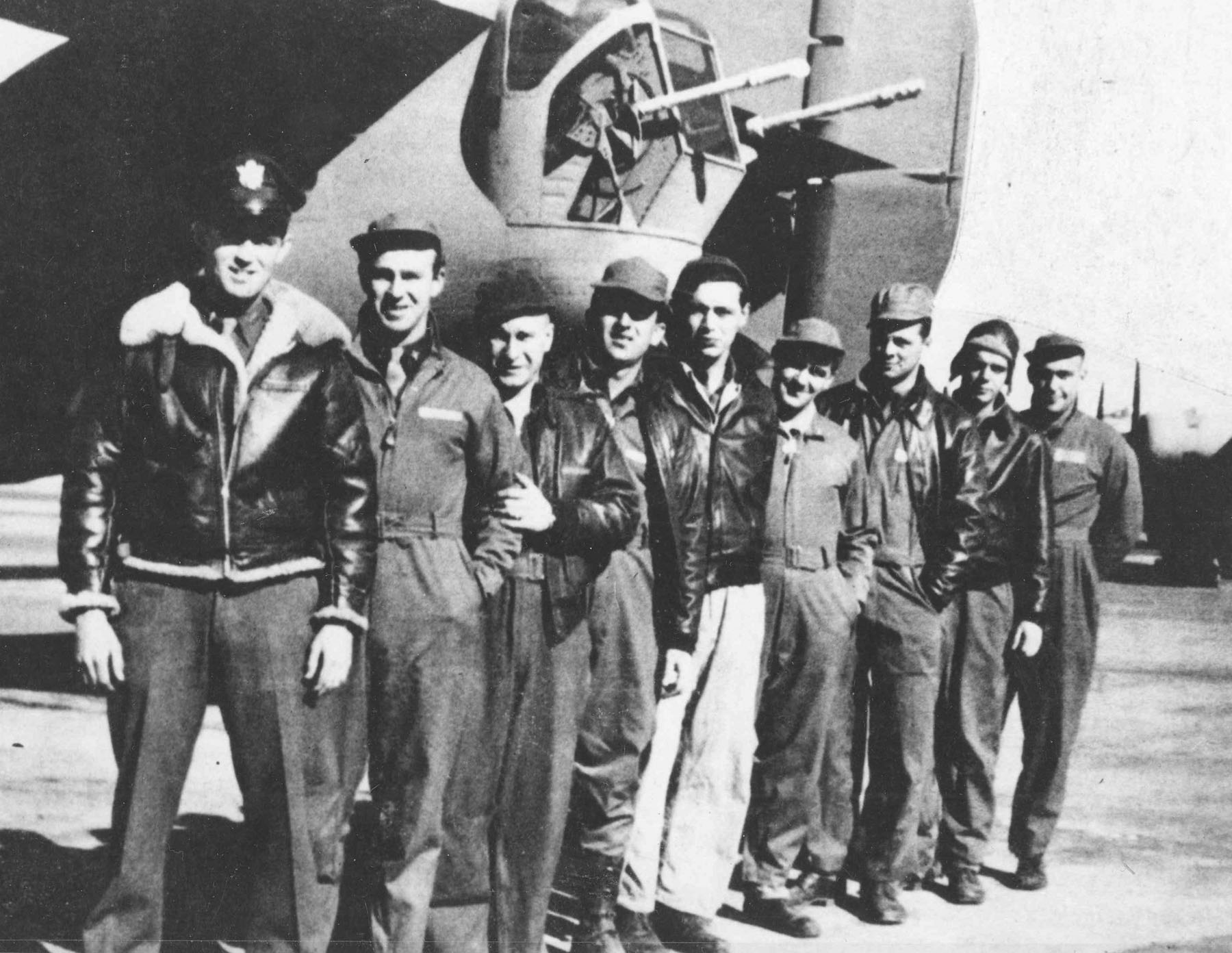
L'equipaggio del Lady Be Good. da sinistra a destra: Hatton, Toner, Hays, Woravka, Ripslinger, LaMotte, Shelly, Moore, Adams.

Nel febbraio 1960, l'esercito statunitense aprì una ricerca formale per trovare i resti dell'equipaggio: vennero rinvenuti cinque corpi e alcune tracce che indicavano che tre altri uomini avevano camminato verso nord in cerca di aiuto. Questi non vennero ritrovati e si concluse che fossero stati inghiottiti dalle dune.
Quando la notizia del ritrovamento dei corpi divenne pubblica, nel maggio 1960, l'aviazione e l'esercito statunitense lanciarono un'operazione congiunta, chiamata "Operazione Climax": con un C-130 Hercules e due elicotteri Bell H-13 venne setacciata l'area in cui probabilmente si trovavano i resti degli uomini mancanti.
A trovare il corpo del sergente Shelley fu un gruppo di prospettori inglesi, il 12 maggio 1960: si trovava 21 miglia a nord-ovest rispetto ai cinque corpi recuperati. Dirottato in zona, uno degli elicotteri statunitensi avvistò il corpo del sergente Ripslinger il 17 maggio 1960, a 26 miglia a nord-ovest rispetto a Shelley.
L'Operazione Climax si concluse con i due ritrovamenti. Il corpo del sottotenente Woravka venne trovato da esploratori inglesi nell'agosto 1960, e fu recuperato dalla U.S. Air Force.

## I diari di bordo
Dopo essersi paracadutati nel deserto, otto dei nove uomini riuscirono a radunarsi grazie al lancio di razzi di segnalazione in aria. Il nono uomo, il bombardiere John Woravka, risultò mancante: è probabile che il suo paracadute non abbia funzionato correttamente e che sia morto nell'impatto.
Pensando probabilmente di essere vicini alla costa, gli otto uomini s'incamminarono verso nord, abbandonando sul cammino stivali di volo, pezzi di paracadute, giubbetti e altri oggetti per facilitare il lavoro dei soccorritori.
Riuscirono a sopravvivere per otto giorni, con una sola borraccia d'acqua e camminando fino a 160 km nel deserto.
Il corpo di Moore non venne recuperato, anche se si sospetta che sia stato ritrovato e seppellito da una pattuglia di soldati inglesi nel 1953. Durante una missione questi ritrovarono dei resti umani, all'incirca nell'area dove furono trovati i corpi di Shelley e Ripslinger. Vennero fotografati e subito sepolti senza un'inchiesta formale. Nel 2001 un membro della pattuglia testimoniò che il corpo trovato apparteneva a un maschio il cui cranio somigliava a quello di Moore. Non è noto il luogo preciso della sepoltura.
Venne recuperato il diario del copilota Robert Toner, in cui erano descritte le sofferenze della camminata verso nord, e da cui traspare il fatto che gli uomini non sospettassero di essere così lontani dalla costa. Probabilmente durante il volo gli uomini scambiarono i riflessi sulle dune per onde in mare aperto. È possibile che una volta a terra gli uomini fossero riusciti a identificare correttamente la loro posizione, poiché il viaggio verso nord per la costa è effettivamente di poco più breve rispetto al viaggio verso sud per l'oasi di El Zighen. Tuttavia, se avessero camminato in direzione sud avrebbero potuto trovare i resti dell'aereo, con le sue scorte di viveri e la radio ancora funzionante.

## Conseguenze
Parti dell'aereo vennero recuperate e rimandate in patria per le analisi. Alcuni componenti vennero recuperati e usati come ricambi, ma alcuni degli aerei su cui furono installati ebbero problemi in volo. Un de Havilland Canada DHC-3 Otter dell'esercito su cui venne installato un bracciolo del bombardiere precipitò nel Golfo di Sidra
Alcune parti del Lady Be Good sono in mostra al National Museum of the United States Air Force. Un'elica è situata davanti al municipio di Lake Linden, casa di Robert E. LaMotte.
Un team della Royal Air Force si recò sul luogo nel 1968 e recuperò altri componenti, incluso un motore che venne fatto esaminare alla McDonnell Douglas. Altri pezzi vennero rimossi da cercatori di souvenir.
Nell'agosto 1994 i resti dell'aereo vennero recuperati da un gruppo guidato dal Dr. Fadel Ali Mohammed e portati alla base militare di Tobruk per conservazione.
Un mosaico a vetri nella cappella della base di Wheelus commemora l'aereo e l'equipaggio.

## Nei media
Il caso del Lady Be Good è stato citato indirettamente in alcuni film, tra cui Sole Survivor, un film di Paul Stanley per il canale televisivo ABC del 1970 che raccontava la storia dei fantasmi di un B-25 caduto nel deserto libico.. Una storia simile venne usata per il primo episodio Re Nove non tornerà (King Nine Will Not Return) della seconda stagione del 1960 della serie televisiva Ai confini della realtà.
Il libro del 1964 Il volo della fenice di Elleston Trevor a cui s'ispira il film omonimo di Robert Aldrich del 1965 e il suo remake del 2004 di John Moore hanno somiglianze con la tragedia del Lady Be Good.

## Altri casi
- Savoia Marchetti S.M.79 "Sparviero" MM23881, costretto all'atterraggio d'emergenza nel deserto libico nel 1941 e ritrovato nel 1960.